# Улица молодости
«Улица молодости» — советская чёрно-белая молодёжная киноповесть 1958 года режиссёра Феликса Миронера по сценарию, написанному им совместно с Марленом Хуциевым. Фильм вышел через два года после снятого ими же фильма «Весна на Заречной улице», однако, прошёл незамеченным.

## Сюжет
СССР. Вторая половина 1950-х годов. На окраине города строится новый микрорайон. На строительство направлена группа парней — выпускников ремесленного училища. И на ту же стройку прибывает группа девушек из села. Сплачивается молодёжный коллектив, зарождаются симпатии и любовь…

## В ролях
- Владимир Земляникин — Иван Кравчук
- Николай Ключнев — Сергей Назаренко
- Инга Будкевич — Нина Чепурная
- Лев Борисов — Костя Лубяной, столяр
- Сергей Курилов — Андрей Ильич Свешников, прораб
- Павел Волков — Григорий Платонович Мостовой
- Николай Сморчков — Колесник, крановщик
- Любовь Стриженова — Клава Бровченко
- Александр Лебедев — Коля
- Василий Фушич — друг Коли
- Станислав Хитров — Лёша
- Лилия Гурова — Вера
- Михаил Крамар — Толик
- Альфред Зиновьев — Володя
- Евгений Тетерин — жилец
- Гертруда Двойникова — секретарша Фёдоровича

## Дополнительно
Съёмки проходили в Киеве во время строительства Первомайского массива и велись на настоящем строительном участке:

Строители Чоколовки хоть и ругались, но предоставили нам возможность вертеть их башенными кранами, как нам было нужно.— оператор фильма Вадим Костроменко
Первая главная роль в кино Инги Будкевич, до этого она снялась лишь в двух эпизодичных ролях, её, студентку третьего курса ВГИКа, Хуциев и Миронер увидели на одном из студенческих спектаклях и пригласили на съёмку в Одессу.
Первая роль Любови Стриженовой. Её партнёр по роли Владимир Земляникин на съёмочной площадке по-настоящему влюбился в актрису, они поженились в том же 1958 году.
Известно, что режиссёр Феликс Миронер пригласил на кинопробы в фильм в Одессу Василия Шукшина, но присутствовавший на пробах сценарист Марлен Хуциев взял Шукшина на главную роль в свой фильм «Два Фёдора», снятый в том же 1958 году.
В фильме звучат песни «В соловьиную ночь» (исполняет Нина Поставничева), «Это что же, отчего же», «Пусть эта улица будет счастливою» — все песни на слова А. Фатьянова, музыка Л. Бакалова.

## Критика
Фильм не был успешен ни у критики, ни у зрителя. Критика упрекала в фильм в «нарочитой заземлённости жизненного материала»:

Фильм Одесской киностудии «Улица молодости» пресса справедливо упрекала за серое, бесцветное изображение жизни советской молодежи. В этой слабой в художественном отношении картине, сделанной с добрым намерением показать становление характеров молодых рабочих, особенно неудачными оказались образы комсомольских вожаков. Авторы пытались рассказать о воспитательной силе коллектива, о том, как сама жизнь учит молодых людей, формирует их характеры. Но этот рассказ получился вялым, скучным, неубедительным, в фильме нет ярких и интересных образов. Неудачный подбор актёров, стремление постановщика работать «под будничную, неприметную жизнь» привели к тому, что наша молодёжь представлена на экране весьма ограниченной, духовно неразвитой; герои фильма — это маленькие, серенькие люди, которые не могут вызвать ни сочувствия, ни желания следовать их примеру.— Ежегодник кино, 1958

В отличие от «Весны на Заречной улице», «Улица молодости» событием не стала и на статус шедевра никак претендовать не может. Она сегодня, пожалуй, интересна только тем, что в основе сюжета было массовое жилищное строительство.— один из операторов фильма Вадим Костроменко, 2017
Как вспоминала работавшая в 1950-е годы на Одесской киностудии редактором игровых фильмов Евгения Михайловна Рудых:

И хотя сценарий фильма Миронера «Улица молодости» был написан снова им самим в соавторстве с Хуциевым, и играли в нём многие актёры, снимавшиеся в фильме «Весна на Заречной улице», картину никто не заметил. А «Два Фёдора» были восторженно приняты и зрителем, и критикой, и вошли в историю кино. И снова при разговоре с Феликсом, я убеждала его: — Переходи в сценаристы! Лучше быть хорошим драматургом, чем средним режиссёром.— Рудых Е. Как делалось кино в Одессе. - Одесса, Оптимум, 2002, 248 с. - стр. 154
После этого фильма Феликс Миронер снял лишь один фильм — «Увольнение на берег», но написал много сценариев.

## Интересный факт
Название «Улица Молодости» носят улицы Новосибирска, Нижнеудинска, Белоярского и других городов и сёл.